# Борайно
Борайно (серб. Бораjно, босн. Borajno) — населенный пункт (деревня) в общине Чайниче, который принадлежит энтитету Республике Сербской, Босния и Герцеговина. По результатам югославской переписи населения 1991 года в Борайно проживало 340 человек.

## Население
В населении деревни преобладают мусульмане (боснийцы), остальных национальностей немного.
| 1961                           | 1971 | 1981 | 1991 | - | - | - |
| ------------------------------ | ---- | ---- | ---- | - | - | - |
| 621                            | 534  | 455  | 430  | - | - | - |
| Гистограмма динамики населения |      |      |      |   |   |   |

### Национальный состав
1991 год:
- сербы — 36 человек (10,59 %);
- хорваты — 0 человек (00,00 %);
- югославы — 0 человек (0,00 %);
- мусульмане — 304 человека (89,41 %);
- другие — 0 человек (0,00 %).